# Владислав Сурков
Владислав Јурјевич Сурков (рус. Владисла́в Ю́рьевич Сурко́в; Солнцево, 21. септембар 1964) је руски државник. Он је активни државни савјетник Руске Федерације 1. класе.
Некадашњи је помоћник председника Руске Федерације (2004–2008), помоћник председника Руске Федерације за питања друштвено-економских односа са чланицама Заједнице независних држава - Абхазијом и Јужном Осетијом (2013−2020) и заменик председника Владе Руске Федерације и руководилац Канцеларије Владе Руске Федерације (2012−2013).

## Биографија
Разрешен са дужности помоћника председника Руске Федерације 18. фебруара 2020. године.

### Санкције
Америчка влада је 17. марта 2014. године увела Суркову санкције, које су предвиђале забрану уласка у САД и заплену његове имовине на територији Сједињених Држава. Сматран је једним од главних високих руских званичника одговорних за нарушавање суверенитета и територијалног интегритета Украјине, у погледу анексије Крима. Овим санкцијама против Суркова се придружила и Канада. Затим су му уследиле и санкције од стране Европске уније, Аустралије, Швајцарске и Украјине.
Сурков је прокоментарисао овакве одлуке речима да нема банкарских рачуна у САД, те да санкције сматра признањем за своје заслуге за Русију.
У децембру 2014. године, Сурков је напустио место председника Управног одбора Института за науку и технологију Сколково, уз образложење да не жели због личних санкција да нанесе штету односима тог института и Масачусетског технолошког института.
Маја 2016. године, упркос санкцијама ЕУ, Владимир Сурков је отишао на ходочашће по манастирима на Светој Гори у Грчкој. Ово је привукло пажњу западних медија.
Такође, санкције нису омеле Суркова да учествује на самиту лидера Нордијске четворке у Берлину, који је одржан у октобру 2016. године и Паризу, децембра 2019. године.

## Награде и одликовања

### Одликовања
- Орден За заслуге према Отаџбини III степена (13. новембар 2003);
- Орден Александра Невског (20. јануар 2015) за заслуге у раду Администрације председника Руске Федерације и дугогодишњу беспрекорну државну службу;
- Орден Части (2012);
- Медаља Столипина  II степена (21. септембар 2011);
- Орден За одану службу (18. мај 2016) за личну храброст и патриотизам показану у одбрани уставних права и слобода становника Крима.

### Награде
- Захвалница председника Руске Федерације (8. јул 2003) за активно учествовање у припреми порука председника Руске Федерације Федералној скупштини Руске Федерације 2003. године;
- Захвалница председника Руске Федерације (12. јун 2004) за активно учествовање у припреми порука председника Руске Федерације Федералној скупштини Руске Федерације 2004. године;
- Захвалница председника Руске Федерације (18. јануар 2010) за активно учествовање у припреми порука председника Руске Федерације Федералној скупштини Руске Федерације;
- Почасна грамата Централне изборне комисије Руске Федерације (2. април 2008) за активно саучесништво и свесрдну помоћ у организацији и спровођењу избора за председника Руске Федерације;
- Почасни знак Централне изборне комисије Руске Федерације "За заслуге у организацији избора" (18. април 2012) за значајан допринос у развоју изборног система Руске Федерације.